# Neodythemis pauliani
Neodythemis pauliani is een libellensoort uit de familie van de korenbouten (Libellulidae), onderorde echte libellen (Anisoptera).
De wetenschappelijke naam Neodythemis pauliani is voor het eerst geldig gepubliceerd in 1952 door Fraser.